# Forte Gonzaga

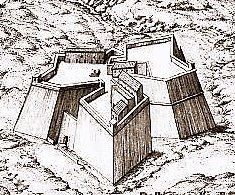

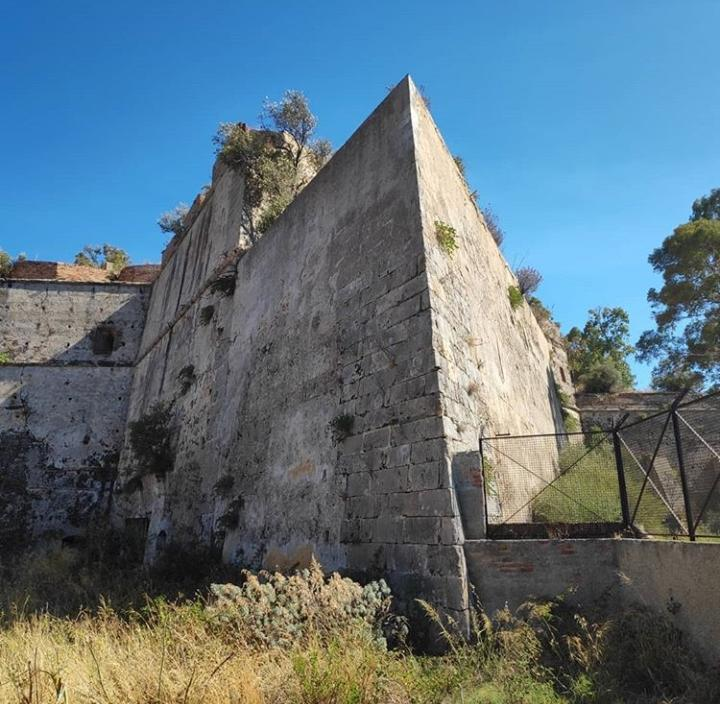

Il Castel Gonzaga è una fortezza situata a Messina, in Sicilia.
Di vitale importanza per la sorveglianza del territorio messinese, venne costruito durante il XVI secolo e progettato dall'architetto Antonio Ferramolino da Bergamo.

## Storia
Il Castel Gonzaga, sorge sulla cima del Colle del Tirone (o Monte Piselli) e venne fatto costruire intorno al 1540, dal condottiero Ferrante Gonzaga, Viceré di Sicilia, nell'ambito della realizzazione di un imponente sistema difensivo esteso all'intera città. Il progetto venne ordinato dall'Imperatore Carlo V d’Asburgo; il quale nel 1535 lamentò lo scarso sistema difensivo della città quando la visitò durante il suo lungo viaggio in Sicilia e poi per tutta la penisola. 

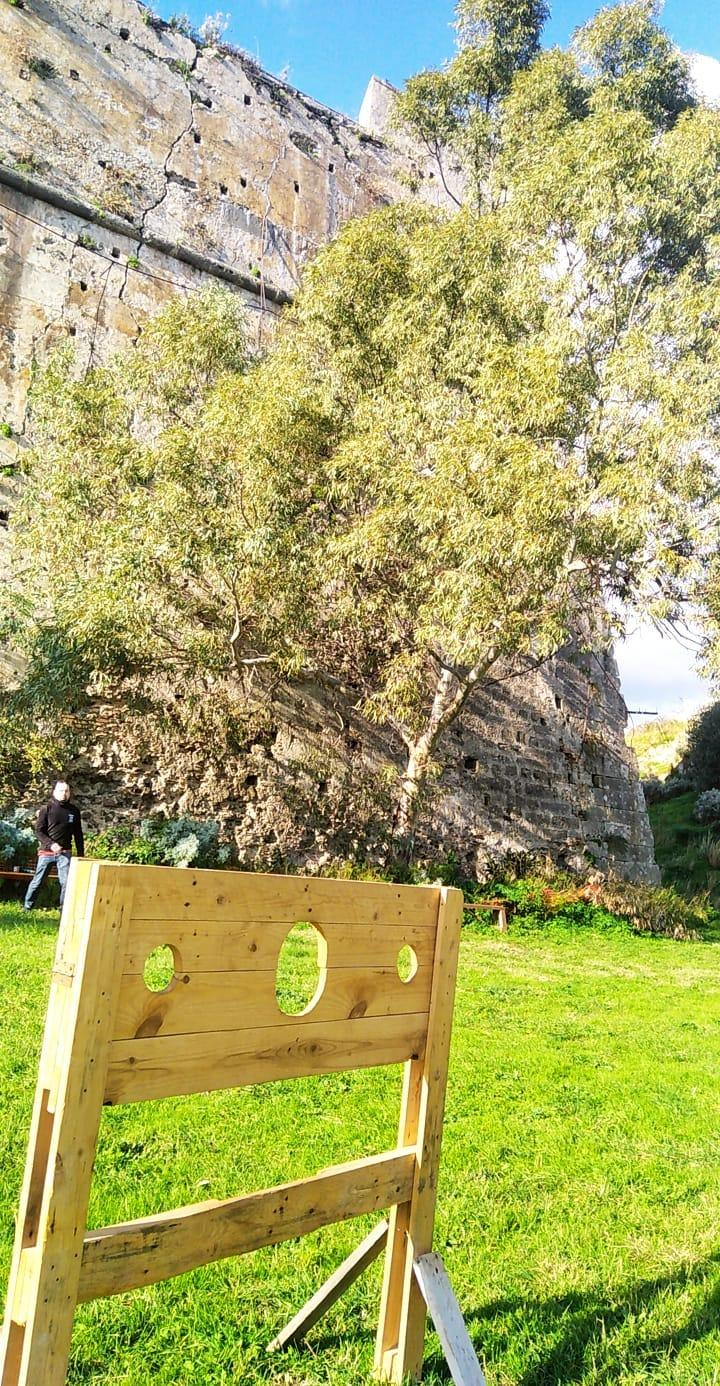

La progettazione della fortezza è attribuita all'architetto militare Antonio Ferramolino, stretto collaboratore del viceré, che portò nell'isola le nuove forme delle fortificazioni moderne a struttura bastionata.
La fortezza fu coinvolta in episodi bellici ed attacchi durante i secoli successivi, ma è rimasta sostanzialmente integra, resistendo anche ai vari sismi che hanno interessato Messina.
Rimasto in uso all'esercito fino a pochi decenni fa, oggi è di proprietà comunale.

## Caratteristiche architettoniche
La piccola ma imponente struttura difensiva presenta una sagoma bassa con una forte scarpata, ed una pianta stellare con sei grandi bastioni angolari di forma triangolare con spigoli rivestiti di blocchi di calcare. Il perimetro del forte è circondato da fossati.
La fortezza, posta in posizione di ampia visuale sulla città e lo stretto, aveva il compito di avamposto verso l'interno per ostacolare attacchi da terra, attraverso i Peloritani.

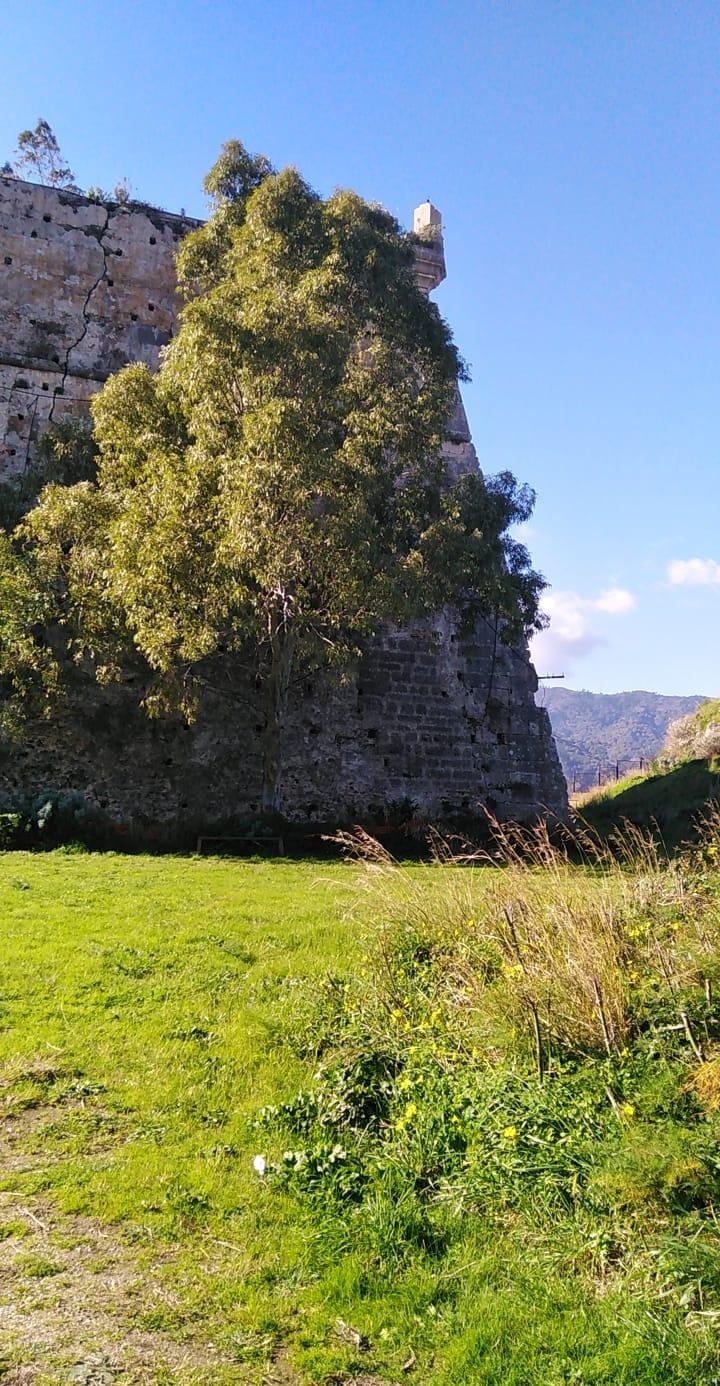

## Notizie varie
Nel 1674 il Castello viene conquistato, dopo un breve assedio, dall'azione popolare durante la rivolta anti-spagnola.
Il Forte Gonzaga è stato aperto in occasione delle Giornate di Primavera del Fondo Ambiente Italiano nel 2008.
Nel 2014 il demanio decide di affidare il Castello al comune di Messina.
Dal 2015 viene aperto e reso accessibile al pubblico dai membri dell'Associazione Onlus Gonzaga. Il Castello registrerà l'arrivo di quasi mille visitatori.
Nel 2017 il Castello aderisce alla prima edizione del Festival "Le vie dei tesori".